# Доусон, Дэвид (актёр)
Дэ́вид Ро́берт До́усон (англ. David Robert Dawson, род. 7 сентября 1982, Уиднс, Чешир) — английский актёр. Наиболее известен по роли Фреда Бэста в телесериале «Улица потрошителя» и короля Альфреда в телесериале «Последнее королевство».

## Биография
Доусон родился в Уиднсе, Англия, и учился в средней школе Фэйрфилд и Коллегиальном институте Уоррингтон, прежде чем поступил в Королевскую академию драматического искусства по актёрской программе в 2002 году.
Во время учёбы в средней школе он был членом «Театральной компании мушкетёров», где, среди прочего, сыграл Догберри в спектакле по пьесе Уильяма Шекспира «Много шума из ничего». В 17 лет он написал пьесу под названием «Разведённые и отчаявшиеся», который шёл три вечера в Королевском театре Уиднса. Год спустя он написал ещё одну пьесу «Мальчик в кровати» и исполнил в ней главную роль. Этот спектакль демонстрировался в театре Тауэр в Ислингтоне при финансовой поддержке Барбары Виндзор и Джули Уолтерс, к которым Доусон обратился за помощью.
У Дэвида есть младший брат Джеймс.

## Фильмография
| Год       |     | Русское название                 | Оригинальное название                   | Роль                                  |
| --------- | --- | -------------------------------- | --------------------------------------- | ------------------------------------- |
| 2005      | с   | Доктор Мартин                    | Doc Martin                              | Уоллас / 1 эпизод                     |
| 2007      | тф  | Ущерб                            | Damage                                  | Том Бирн                              |
| 2007      | с   | Гуща событий                     | The Thick of It                         | Эфферс / 2 эпизода                    |
| 2009      | с   | Грейси!                          | Gracie!                                 | Гарри Парр-Дэвис                      |
| 2009      | с   | Тайный дневник девушки по вызову | The Secret Diary of a Call Girl         | Байрон Сибом / 7 эпизодов             |
| 2009      | ф   | Телохранитель                    | London Boulevard                        | продавец / в титрах не указан         |
| 2010      | тф  |                                  | The Road to Coronation Street           | Тони Уоррен                           |
| 2011      | с   | Лютер                            | Luther                                  | Тоби Кент / 3 эпизода                 |
| 2012      | с   | Тайна Эдвина Друда               | The Mystery of Edwin Drood              | Баззард / 1 эпизод                    |
| 2012      | тф  | Генрих IV                        | Henry IV                                | Нед Пойнс                             |
| 2012      | с   | Конец парада                     | Parade’s End                            | Аранхуэс / 1 эпизод                   |
| 2012—2014 | с   | Улица потрошителя                | Ripper Street                           | Фред Бэст / 19 эпизодов               |
| 2013      | с   | Танцы на грани                   | Dancing on the Edge                     | детектив-инспектор Хортон / 3 эпизода |
| 2013      | с   | Борджиа                          | The Borgias                             | французский посол / 1 эпизод          |
| 2013      | с   | Острые козырьки                  | Peaky Blinders                          | Робертс / 3 эпизода                   |
| 2014      | тф  | Герцогиня Мальфи                 | The Duchess of Malfi                    | Фердинанд                             |
| 2014      | с   | Дым                              | The Smoke                               | Дом / 1 эпизод                        |
| 2015      | с   | Изгнанные                        | Banished                                | Дэвид Коллинз / 7 эпизодов            |
| 2015—2018 | с   | Последнее королевство            | The Last Kingdom                        | король Альфред / 25 эпизодов          |
| 2016      | с   | Мегрэ                            | Maigret                                 | Марсель Монсен / 1 эпизод             |
| 2016      | кор | Бесплодные усилия любви          | The Complete Walk: Love’s Labour’s Lost | Бирон                                 |
| 2016      | мтф | Секретный агент                  | The Secret Agent                        | Владимир                              |
| 2019      | с   | Год кролика                      | Year of the Rabbit                      | Джозеф Меррик / 2 эпизода             |
| 2022      | ф   | Мой полицейский                  | My Policeman                            | Патрик                                |
| 2022      | ф   | Все старые ножи                  | All the Old Knives                      | Оуэн Ласситер                         |